# Li Lisan
Li Lisan (chino: 李立三; pinyin: Lǐ Lìsān; 18 de noviembre de 1899-22 de junio de 1967) fue uno de los primeros dirigentes de los comunistas chinos, y el dirigente superior del Partido Comunista chino de 1928 a 1930, miembro del Politburó, y más tarde miembro del Comité Central.

## Infancia y juventud
Li nació en Liling, Hunan provincia en China en 1899, bajo el nombre de Li Rongzhi. Su padre, un profesor, instruyó a Li en los poemas tradicionales chinos y los clásicos. En 1915, llegó a Changsha para realizar sus estudios superiores y vio un anuncio en un periódico escrito por un estudiante de la Primera Escuela Normal de Changsha con el seudónimo 28 Golpes. Li conoció, y entonces trabó amistad con, aquel hombre cuyo nombre real era Mao Zedong. Más tarde, Li se unió el ejército del señor de la guerra local de Hunan. Uno de los Comandantes de División, Cheng Qian, que era tanto el conciudadano como alumno del padre de Li, patrocinó a este para estudiar en Pekín.

## Inicio de su carrera

### Francia
Cuándo Li llegó a Beijing, solicitó estudiar en Francia y llegó allí en 1920. Trabajó a tiempo parcial como ayudante de un calderero para ganar su matrícula. Su jefe era miembro del Partido Comunista, y esto influyó en su aceptación del comunismo, participando activamente en las luchas por los derechos de los trabajadores chinos en Francia. Por su activo y osado trabajo revolucionario, Li estuvo etiquetado como un alborotador. En 1921, Li fue expulsado junto a otros más de 100 chinos por las autoridades francesas.

### Regreso a China
Cuándo Li regresó a Shanghái, este fue incitado por Chen Duxiu para unirse el Partido Comunista chino (PCCh). El partido le encargó organizar las actividades sindicales en las minas de carbón de Anyang. Siendo el dirigente sindical más importante allí, Li consiguió un gran aumento del número de miembros del PCCh y perfeccionó los métodos de organización. A finales de 1924, había solo 900 miembros del partido comunista en toda China, de los cuales 300 provinieron de las minas de carbón de Anyuan. Fue en esta época cuando Li mostró su gran talento para el trabajo sindical y organizativo junto a Liu Shaoqi, quién más tarde se convirtió en su delegado.

Ciertamente los nacionalistas tuvieron una buena opinión de las dotes organizativas de Li; un informe secreto preparado durante su campaña de pacificación rural en 1928 explicaba por qué tenían tantas dificultades en Anyuan:
La razón por la cual el Partido Comunista está tan arraigado en Anyuan es porque antiguamente los comunistas llevaron a cabo comprensibles campañas de 'educación roja' en Anyuan. Hace seis o siete años los trabajadores de Anyuan eran todos unos paletos…Ni uno de ellos era capaz de dar un paso adelante en una reunión y pronunciar una palabra, menos de dar un discurso. Menos aún podían organizar algo. Fue sólo después de que el bandido Comunista Li Lisan llegara a Anyuan…que el conocimiento en cómo para organizarse fue extendido. ¡Ahora los trabajadores se pronuncian en las reuniones públicas e incluso dan sermones! Los comunistas en Anyuan valoraban mucho la educación política, pero sin repetir mecánicamente sus principios como un misionero llenando la cabeza de los trabajadores con sus creencias religiosas. Al principio se centraron en la alfabetización y conocimientos básicos. Cada semana organizaron conferencias así como sociedades de debate entre trabajadores y grupos de estudio.
En 1926, Li llegó a Wuhan, el centro obrero de China, para dirigir el trabajo sindical. A pesar de que Xiang Zhongfa, quién más tarde se convertiría en secretario general del PCCh, era el máximo dirigente en aquella época, Li era quien realmente se encargaba de las decisiones del partido. En 1927, después de la ruptura de la alianza entre el Kuomintang y el PCCh, Li fue el primero en proponer el levantamiento de Nanchang contra el KMT, y ocupó el puesto como director de la guardia de seguridad. Aunque esta revuelta resultó ser imprudente y mal organizada, resultando en un fracaso inevitable, esta catapultó a Li a un papel central en el Partido por su prominencia en el trabajo sindical y su valentía.

## Mandato en Xiang
En el 6.º Congreso Nacional del PCCh realizado en Moscú, el antiguo aliado de Li, Xiang Zhongfa, fue elegido como Secretario General con apoyo de la Comitern y la Unión Soviética. Durante su mandato en Xiang, Li Lisan fue obteniendo gradualmente un papel más importante. Xiang despachó a Cai Hesen, miembro titular del Politburó del PCCh y Ministro del Departamento de Propaganda por su manera extremista de dirigir la División de Sunzi del PCCh, lo cual ocasionó un gran descontento en el seno del PCCh y un ultrademocratismo. Xiang escogió Li para reemplazar Cai. Así Li se convirtió en uno de los cuatro miembros titulares del politburó y ministro del Departamento de Propaganda del Partido Comunista de China en octubre de 1928.
Cuándo el Buró para el Lejano Oriente de la Comintern emitió una orden contra el antiderechismo y culpó al PCCh por no ser lo bastante activo en 1929, Xiang protestó. Confiaba en que Li era el candidato apropiado para encargarse del trabajo de comunicación por su elocuencia y energía. Así, Li se encargó de los conflictos con la Comitern. Cuándo Xiang envió a Zhou Enlai a Moscú para más instrucciones, Li también se encargó de los trabajos organizativos de Zhou, lo cual otorgó a Li un campo donde probar su talento.

## Caída en desgracia
Cuando Xiang conoció la decisión de la Comitern sobre el antiderechismo, proclamó que la revolución china estaba en su periodo más alto. Li llevó esta línea con gran extremismo, lo que posteriormente sería conocido dentro del partido como la Línea de Li Lisan, e hizo llamamientos para diversos levantamientos armados en las ciudades y para extender la revolución por todo el país.
Desde junio de 1930, Li Lisan maduró con el apoyo de Xiang. El PCCh dio instrucciones de operación desde su sede central a todas las divisiones de las diferentes provincias para que organizaran un levantamiento armado en octubre. Pero la Comintern expresó su desacuerdo, declarando que no eran las políticas adecuadas para la Revolución en China y que en su lugar deberían concentrarse los levantamientos en unas pocas provincias. Xiang apoyó la idea de Lee de que era el momento de la verdad para la Revolución. Durante diversas discusiones, la tensión entre Xiang, Li y la Comintern aumentó enormemente. La sospecha y crítica del PCCh hacia la Comitern fue tomado como una traición.
En julio de 1930, el ejército comunista bajo el liderazgo de Li Lisan capturó Changsha en la provincia de Hunan, pero KMT retomó la posición tan solo unos días más tarde. Las revueltas en las otras ciudades fueron sofocadas rápidamente. Además, Li se había ganado enemigos dentro del PCCh por su estilo autoritario de dirección. Algunos de estos eran miembros antiguos del partido como el activista sindical He Mengxiong y Luo Zhanglong quienes fueron acusados de derechismo tan solo por oponerse al extremismo de Li. Wang Ming y su grupo, los 28 bolcheviques, volvieron de Moscú encargados por sus mentores en Moscú de tomar el liderazgo del Partido, pero sin embargo fueron recibidos con frialdad por Li .

### Perdición
Con tantos adversarios tanto dentro como fuera del partido, el destino de Li estaba sellado. El Comintern envió a Qu Qiubai y Zhou Enlai de vuelta a China para forzar su política, mientras los 28 Bolcheviques aprovecharon esto para denunciar a Li. Xiang y Li, inconscientes del peligro en el que se encontraban, los denunciaron severamente tildándolos de estudiantes inmaduros. Entonces la Comintern envió un telegrama llamando a Li hacia Moscú para que se arrepintiera. Pavel Mif, presidente de la Universidad Sun Yat-sen de Moscú y mentor de los 28 Bolcheviques, fue a Shanghái como un enviado del Comintern. Bajo la dirección de Mif, la 4.ª Asamblea del 6.º Congreso Nacional del PCCh tuvo lugar. Li fue sustituido por el protegido de Mif, Wang Ming, y sus asociados, los 28 Bolcheviques, ocuparon otros puestos importantes.

### Castigo
Li fue a Moscú para su confesión y arrepentimiento. Pero él no esperaba que sería un proceso tan largo. En los próximos 15 años, Li sufrió, críticas y purgas. Incluso el Partido Comunista de la Unión Soviética rechazó aceptar a Li como miembro durante varios años. Además, cuándo Wang Ming y Kang Sheng volvieron a Moscú como representantes del PCCh ante la Comintern, persiguieron a Li de todas las maneras posibles. El único consuelo es que Li conoció en la Unión Soviética a Lisa Kishkin, una mecanógrafa soviética con la que se casó y que más tarde migró a China con Li.

## Consecuencias
Pero Mao no se olvidó de su viejo amigo Li. Li fue elegido como miembro del Comité Central del PCCh en su 7.º Congreso Nacional que tomó lugar en Yan'an. En 1946, Li volvió a China. Primero llegó al noreste donde trabajó en la división local del PCCh como ministro del Departamento Laboral de la Ciudad. Tras el estallido de la guerra civil china, Li fue elegido como representante en jefe del PCCh en el arbitraje militar entre miembros del KMT y los Estados Unidos.

### La República Popular China

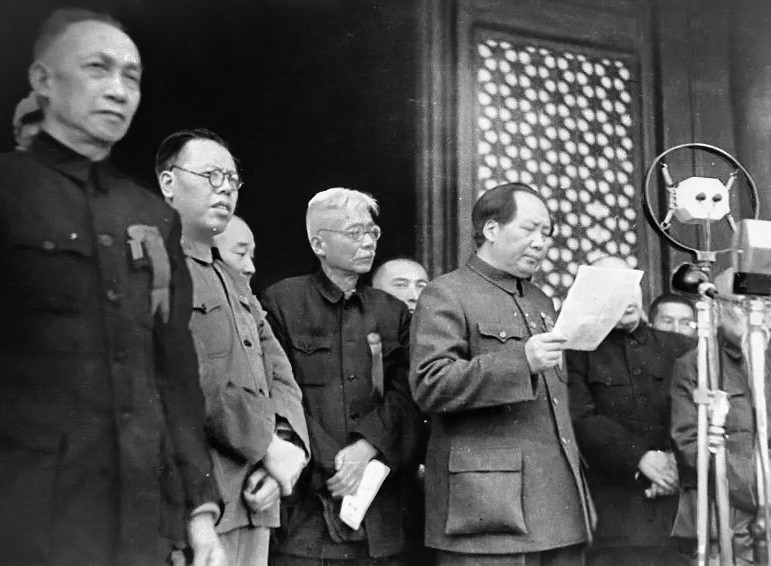
Li, segundo a la izquierda ceremonia de la proclamación de la República Popular China

Después de la proclamación de la República Popular China, Li volvió al área donde mostraba mayor habilidad siendo nombrado como ministro del Trabajo para dirigir el sindicato. Li se implicó en la causa e implementó directrices para la gestión democrática en la industria, que más tarde fue llamada por Mao como la Constitución de la Acería de Anshan. Al mismo tiempo Li Lisan fue uno de los fundadores del mecanismo del Comité Central del Partido. Durante los años de la guerra de Corea, fue nombrado como el secretario general del Consejo de la Defensa Antiaérea con cargo de vice-premier debido a su experiencia en ataques antiaéreos durante la Segunda Guerra Mundial en su estancia en Moscú.
Li defendió la independencia de los sindicatos, lo que le causó conflictos con Mao. Fue vicepresidente de la Federación de los Sindicatos de toda China hasta 1958 y el primer presidente del Instituto de China de Relaciones Industriales.

### Consecuencias de la ruptura sino-soviética
Pero con la ruptura sino-soviética en los 60, la vida de Li se volvió más difícil cada vez. Aunque su mujer, Lisa Kishkin (Elizabetha Pavlovna Kishkina; en ruso: Елизавета Павловна Кишкина; en chino, 李莎), entregó su pasaporte ruso y tomó la nacionalidad china para mostrar su lealtad a su marido y a su país, no calmó la situación, especialmente cuando se inició la Gran Revolución Cultural Proletaria, en la cual Kang Sheng denunció a su viejo rival con todas sus fuerzas. Li fue considerado un agente de la Unión Soviética y torturado tanto físicamente como mentalmente por los Guardias Rojos. Su mujer y sus hijas fueron también detenidas.
Supuestamente incapaz de soportar más humillaciones, sus verdugos dijeron que se suicidó con píldoras para dormir después de escribir una carta final para Mao. Su biógrafo, Patrick Lescot, ha mostrado dudas sobre la verdadera razón de su muerte.

Li Sishen (李思慎), el secretario personal de Li Lisan, escribió que no creía posible que hubiera podido tener acceso a una cantidad suficiente de pastillas para esta acción. Li Sishen era responsable de vigilar la entrega de estas. Recordó discutir con Li Lishan, que quería una píldora extra cada noche puesto que las sesiones de lucha afectaban a su sueño. Li Lisan consideró la posibilidad de suicidarse como ridícula. 
这简直是笑话，几十年风风火火我都过来了，难道还经不起这次考验？你不就怕我自杀吗？自杀是叛党行为，这点我明白，难道我能走上叛党的道路吗？简直是笑话。
¡Esto es ridículo! He soportado todas estas décadas de lucha y desorden y, ¿tú crees que no puedo soportar esto? ¿Te preocupa que acabe con mi vida? El suicidio implicaría traicionar al Partido, lo sé perfectamente; ¿voy a convertirme en un renegado contra el Partido? Es simplemente cómico. 
En 1980 el Departamento de Organización Central finalmente dejó a la familia de Li acceder a su autopsia; esta indicaba su altura como incorrecta por 15 cm, que junto a otros errores creó dudas a la familia sobre la versión oficial de su muerte.